# 오가와마치역 (도쿄도)
오가와마치역(일본어: 小川町駅, おがわまちえき)은 일본 도쿄도 지요다구에 있는 철도역이다.

## 역 구조
섬식 승강장 1면 2선의 지하역.
마루노우치 선과 잘못 탑승하는 승객들이 많았기 때문에 역 번호를 아와지초 역의 연속으로 3,4번 선으로 지정되어 당역에는 1,2번 선이 존재하지 않는다.
그런데 오차노미즈 ~ 신오차노미즈 ~ 아와지초 간이 막장환승이잖아!!! 망했다.
오토노키자카 고등학교가 이 곳에 가깝다는 카더라가 있다.
| 3 | 도영 지하철 신주쿠 선 | 진보초・신주쿠・사사즈카・하시모토 방면 |
| 4 | 도영 지하철 신주쿠 선 | 오지마・미즈에・모토야와타 방면         |

그럼 신오차노미즈역은 뭐야?

## 역 주변
- 아와지초 역(환승역, 도쿄 지하철 마루노우치 선)
- 신오차노미즈 역(환승역, 도쿄 지하철 지요다 선)
- 간다역(동일본 여객철도(JR동일본) 야마노테 선·게이힌 도호쿠 선·주오 쾌속선·도쿄 지하철 긴자 선)
- 경시청 간다 경찰서
- 간다아와지초 우체국
- 도쿄 전기 대학교
- 세이소쿠가쿠엔 고등학교
- 와 테라스
- 신코 뮤직 엔터테인먼트
- 아키하바라

## 역사
- 1980년 3월 16일: 영업 개시.

## 같이 보기
- 오가와마치역 (사이타마현)